# Yumi Obe
Yumi Obe (大部 由美 Obe Yumi?,  nacido el 15 de febrero de 1975 en Tottori) es una exfutbolista japonesa que jugaba como defensa.
Obe jugó 85 veces y marcó 6 goles para la selección femenina de fútbol de Japón entre 1991 y 2004. Obe fue elegida para integrar la selección nacional de Japón para los Copa Mundial Femenina de Fútbol de 1991, 1995, 2003, Juegos Olímpicos de Verano de 1996 y 2004.

## Trayectoria

### Clubes
| Club                          | País  | Año         |
| ----------------------------- | ----- | ----------- |
| Nikko Securities Dream Ladies | Japón | 1991 - 1998 |
| OKI FC Winds                  | Japón | 1999        |
| TEPCO Mareeze                 | Japón | 2000 - 2006 |

### Selección nacional
| Selección | País  | Año         |
| --------- | ----- | ----------- |
| Absoluta  | Japón | 1991 - 2004 |

## Estadística de equipo nacional
| Selección femenina de fútbol de Japón | Selección femenina de fútbol de Japón | Selección femenina de fútbol de Japón |
| Año                                   | Partidos                              | Goles                                 |
| ------------------------------------- | ------------------------------------- | ------------------------------------- |
| 1991                                  | 1                                     | 0                                     |
| 1992                                  | 0                                     | 0                                     |
| 1993                                  | 2                                     | 0                                     |
| 1994                                  | 0                                     | 0                                     |
| 1995                                  | 10                                    | 1                                     |
| 1996                                  | 10                                    | 1                                     |
| 1997                                  | 4                                     | 0                                     |
| 1998                                  | 5                                     | 0                                     |
| 1999                                  | 6                                     | 2                                     |
| 2000                                  | 6                                     | 1                                     |
| 2001                                  | 12                                    | 1                                     |
| 2002                                  | 10                                    | 0                                     |
| 2003                                  | 15                                    | 0                                     |
| 2004                                  | 4                                     | 0                                     |
| Total                                 | 85                                    | 6                                     |